# SESC 14 Bis

O Sesc 14 Bis é uma unidade do Serviço Social do Comércio (Sesc) localizada no distrito de Bela Vista, na cidade de São Paulo. A unidade, construída na antiga sede da Fecomercio de São Paulo, iniciou as atividades em 6 de outubro de 2023.
O Sesc 14 Bis é a vigésima quinta unidade do Sesc na cidade, e recebe cerca de 10000 pessoas por semana.
Sua inauguração se deu com a abertura de exposição de fotografias de Wagner Celestino, além de show de Martinho da Vila.

## Espaço
O espaço, com 20,4 mil metros quadrados, conta 3 andares disponíveis ao público geral, incluindo Espaço Expositivo, Espaço de Brincar, Espaço Esportivo, Cafeteria, uma biblioteca com mais de 3000 exemplares, além do Teatro Raul Cortez, com capacidade de 523 lugares.
O prédio ainda conta com outras duas unidades: o Sesc Memórias, no 3º andar e o Centro de Pesquisa e Formação (Sesc CPF), no 4º andar.  